# Petit-Trou-de-Nippes
Petit-Trou-de-Nippes (Ti Twou de Nip en créole haïtien) est une commune d'Haïti, située dans le département de Nippes, arrondissement d'Anse-à-Veau.

## Démographie
La commune est peuplée de 27 273 habitants(recensement par estimation de 2009).

## Géographie
La ville est située juste à l'Est de la presqu'île des Baradères avec laquelle elle est liée par un chapelet d'îlots qui verrouille la baie des Baradères.

## Histoire
Petit-Trou-de-Nippes est érigée en paroisse le 8 septembre 1738, sous le patronage de Notre-Dame-de-Bon-Secours.
La commune fut détruite à 85% en septembre 1963 par l'ouragan Flora.
Le 14 août 2021, l'épicentre du séisme de magnitude 7,2 qui a frappé Haïti, tuant au moins 2 248 personnes et en blessant 12 763 autres, se trouvait sur la commune de Petit-Trou-de-Nippes, à proximité du village,.

Réfugiés dans les ruines de Petit-Trou-de-Nippes à la suite de l'ouragan Flora (1963).

## Administration
La commune est composée des sections communales de :
- Raymond
- Tiby (dont le quartier de « Grand Ravine »)
- Vigny (dont de quartier « Liève »)

## Économie
L'économie locale repose sur la culture du café, de la canne à sucre et du coton.
La commune est également un petit port de pêche.

## Personnalités liées à la commune
- Pierre-Antoine-Alexandre d'Adhémar de Lantagnac (1732-1783), inhumé le 29 janvier 1783 à Petit Trou de Nippes[4]